# Gdybym miała serce
Gdybym miała serce – piąty singel Darii Zawiałow wydany w lutym 2020 promujący album Helsinki.
W marcu 2023 nagranie uzyskało certyfikat złotej płyty.

## Twórcy
- słowa: Daria Zawiałow
- muzyka: Daria Zawiałow, Michał Kush, Piotrek "Rubens" Rubik
- produkcja, miks i mastering: Michał Kush
- gitary: Piotek "Rubens" Rubik

## Notowania

### Listy przebojów
| Autor                     | Notowanie (2019)            | Najwyższa pozycja |
| ------------------------- | --------------------------- | ----------------- |
| RMF FM                    | POPlista                    | Propozycja        |
| Radio ZET                 | Lista przebojów Radia ZET   | Propozycja        |
| Polskie Radio Program III | Lista Przebojów Trójki      | 1                 |
| Wietrzne Radio            | Lista Przebojów             | 4                 |
| Radio Poznań              | Lista przebojów             | 1                 |
| Radio PiK                 | Lista Przebojów             | 3                 |
| Radio Szczecin            | Szczecińska lista przebojów | 11                |